# Schutzumschlag

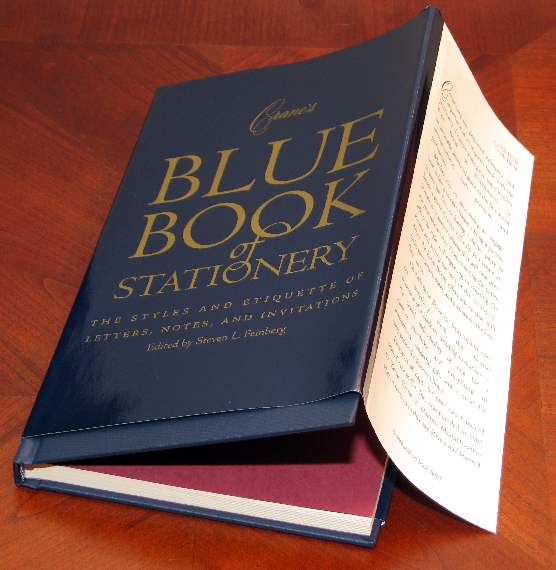
Buch mit Schutzumschlag

Der Schutzumschlag (oder Buchumschlag) bezeichnet in der Buchherstellung einen losen Umschlag, der um ein Buch herumgelegt und an den vorderen Deckelkanten eingeschlagen wird. Anders als der Name suggeriert, ist der Schutz des umgebenen Buches heute nicht mehr die vordringliche Funktion eines Schutzumschlags.

## Elemente des Schutzumschlags
Der Schutzumschlag besteht aus Vorder- und Rückseite, Rücken, einer vorderen und einer hinteren Klappe (Innen- und Rückenklappe) sowie den meist unbedruckten Innenseiten. Die Gestaltung beschränkt sich in der Regel auf die Vorderseite, in einigen Fällen wird auch der Rücken einbezogen. Die Rückseite ist meist Träger einer kurzen Inhaltsinformation oder werbender Zitate. Der vordere Klappentext besteht meistens aus einem kurzen, sprachlich ansprechenden Text, der das Interesse für das Buch wecken soll, wohingegen die Rückenklappe oft für Informationen über den Autor genutzt wird.
Manchmal tritt zum Schutzumschlag auch eine Buchbinde (oder Bauchbinde). Sie kommt meist nachträglich hinzu, wenn aktuelle Ereignisse als Werbung dienen sollen, wie zum Beispiel gewonnene Preise.

## Geschichte
Die Geschichte des Schutzumschlags ist eng verknüpft mit der Entstehung des Verlagseinbands. Zwar sind schon aus dem ausgehenden 15. Jahrhundert einige Fälle von verzierten Buchumschlägen dokumentiert, blieben aber die Ausnahme. Erst im 19. Jahrhundert entwickelte sich die heutige Form.
Der erste neuzeitliche Buchumschlag stammt nach derzeitiger Kenntnislage aus dem England von 1833. Bevor eine feste Bindung durch den Verlag üblich wurde, bekamen Bücher in der Regel einen Interimseinband. Dieser meist aus Papier oder dünnem Karton bestehende, an den Rücken des Buchblocks angeklebte Umschlag wurde beschriftet und teils auch schon gefärbt.  An der weiteren Entwicklung hat möglicherweise der Ende der 1840er Jahre entstehende Bahnhofsbuchhandel einen entscheidenden Anteil gehabt. Der in Eile entscheidende Reisende sollte mit knalligen Farben und werbender Aufschrift auf das Produkt aufmerksam gemacht werden. Als sich dann der Verlagseinband durchsetzte, war es naheliegend, sich diese Verkaufsvorteile ebenfalls nutzbar zu machen. Fritz Helmuth Ehmcke geht daher davon aus, dass sich der Einband quasi zwischen Buchblock und Umschlag geschoben hat.
Dennoch dauerte es noch einige Zeit bis sich der Schutzumschlag als Werbeträger wirklich durchsetzte. In der zweiten Hälfte des 19. Jahrhunderts legte man zunächst Transparentpapier, das den Einband durchscheinen ließ, oder wenig bedrucktes Packpapier um das Buch. Die Schutzfunktion spielte hier die entscheidende Rolle.
Um 1890 war der werbende Schutzumschlag allgemein etabliert. Er wurde nun mehrfarbig auf weiße Papiere gedruckt. Bekannte Künstler und Grafiker wurden mit der Gestaltung betraut, wie beispielsweise Henri Toulouse-Lautrec in Frankreich oder Thomas Theodor Heine in Deutschland. Inhalt und Darstellung standen hier noch in keinerlei Beziehung. Die Buchkunstbewegung hingegen, die um 1900 zu großer Bedeutung gelangte, propagierte die Einheitlichkeit des Buches, was die bestimmende Beziehung zwischen Inhalt und äußerer Gestalt einbezog. 1921 führte John Heartfield die Fotomontage als Gestaltungselement auf dem Buchumschlag ein. War es zunächst eher die neuere Literatur die mit einem Schutzumschlag beworben wurde, etablierte er sich in der Folge auch für Gattungen, die bisher darauf verzichtet hatten, wie Klassikerausgaben oder wissenschaftliche Literatur.

### Überlieferung
Die Überlieferung von Schutzumschlägen ist problematisch. Im Literaturarchiv Marbach befinden sich zwar in der Buchumschlag-Sammlung 63.870 Schutzumschläge (Stand 2018), aus der Sammlung Curt Tillmann, die nach der Katalogisierung von den Büchern aus konservatorischen Gründen abgenommen wurden und nun separat aufbewahrt werden. In der Praxis werden aber Schutzumschläge oft beschädigt oder gehen ganz verloren. Dies ist auch in den meisten Bibliotheken Praxis. In der Regel werden hier Schutzumschläge ganz makuliert oder nur fragmentarisch, zum Beispiel nur die Klappentexte, erhalten. Deshalb können gut erhaltene Schutzumschläge eine beträchtliche Wertsteigerung bei antiquarischen Büchern bewirken.

## Der Schutzumschlag heute und seine Funktionen

### Werbung
Auch heute gehört die werbende Funktion mit zu den wichtigsten Argumenten für einen Schutzumschlag. Besonders im Bereich der Unterhaltungsliteratur und der Kinder- und Jugendbücher spielt er eine große Rolle als Kaufanreiz. Die meisten Verlage betrachten ihn daher auch als das wichtigste Werbemittel und Grundlage jeder weiteren Werbeaktion.

### Orientierung
Damit gekoppelt ist die Orientierungsfunktion. Ein Schutzumschlag soll nicht nur werben, sondern auch informieren. Er kann sowohl Inhalt und Charakter eines Buches vermitteln, als auch über die Zugehörigkeit zu einem Verlag oder einer Reihe Aufschluss geben. Je nach Buchtyp kann man daher zwischen typischen und buchindividuellen Einbänden unterscheiden. Während erstere nach dem Markenprinzip den Wiedererkennungswert steigern sollen, hebt der zweite die Besonderheit hervor. Um diese beiden Punkte zu kombinieren, engagieren einige Verlage Hauskünstler, die meist für viele Jahre die Gestaltung eines Unternehmens prägen.

### Ästhetik
Oft ist daher auch der ästhetische Wert des Schutzumschlages nicht zu unterschätzen. 12 % der Buchkäufer entfernen ihn nach dem Kauf, die meisten anderen stellen das Buch mitsamt dem Umschlag ins Regal. Einige schätzen den Schutzumschlag so sehr, dass sie wiederum ihn schützen wollen und vor dem Lesen zur Seite legen.

### Schutz
Der Schutz des Buches vor Abnutzung und Verschmutzung spielt auch heutzutage noch eine nicht zu vernachlässigende Rolle. So ist der Schutzumschlag meist durch Lackierung oder Kaschierung mit Glanzfolien unempfindlicher gegen Hautfette oder andere Verunreinigungen als die eigentlichen Bucheinbandstoffe wie z. B. Leinen oder andere offenporige Materialien. Zusätzlich verhindert er das Ausbleichen der Einbandfarbe durch Lichteinstrahlung. Trotzdem ist diese Funktion im Bewusstsein stark in den Hintergrund gerückt.